# Manuel Ossorio y Bernard
Manuel Ossorio y Bernard (ur. 1839 w Algeciras, zm. 1904 w Madrycie) – hiszpański dziennikarz i pisarz.
Pochodził z rodziny o tradycjach wojskowych. Jego dziadek, Francisco de Paula Ossorio y Vargas, brał udział w oblężeniu Tulonu (1793) i morskiej bitwie koło Przylądka św. Wincentego (1797), był także ministrem marynarki. Jego ojciec porzucił karierę wojskową i zajął się finansami. Manuel urodził się w Algeciras, gdzie wtedy stacjonował jego ojciec. W dzieciństwie dużo podróżował z rodzicami; kiedy miał 12 lat, rodzina osiedliła się w Madrycie. W 1855 roku w stolicy wybuchła epidemia cholery, w wyniku której zmarli oboje rodzice Manuela. Daleki przyjaciel jego ojca znalazł mu pracę uczonego w piśmie w Trybunale Obrachunkowym, gdzie pracował przez 9 lat. Ożenił się z Manuelą Gallardo, z którą miał troje dzieci: Angela, Carlosa i Maríę de Atocha. Jego dzieci, podobnie jak on sam, zajmowały się dziennikarstwem, literaturą i polityką.
Manuel łączył pracę urzędnika z dziennikarstwem i pisarstwem. Pisał artykuły do licznych gazet, tworzył komedie, krytykę sztuki, eseje, biografie.

## Publikacje

### Dzieła bibliograficzne
- Ensayo de un catálogo de periodistas españoles del siglo XIX, 1904
- Galería biográfica de artistas españoles del siglo XIX, 1883
- Trabajos sobre la vida literaria, 1928
- Diccionario biográfico internacional de escritores y artistas del siglo XIX..., 1890

### Proza
- Cuentos y sucedidos, 1884
- Novelas inéditas
- Cuentos, fábulas y leyendas en verso, 1884

### Teatr
- Cubiertos a cuatro reales, 1866
- ¡Aventuras!, 1873
- ¡Cinco mil duros!, 1876
- Juan Tumbón, 1886
- Abd-el-Rhaman III: drama histórico en tres actos y en verso, 1869

### Kostumbryzm
- Viaje Crítico alrededor de la Puerta del Sol, 1874
- Romancero de Nuestra Señora de Atocha, 1863
- Libro de Madrid y advertencia de forasteros, 1892
- La república de las letras: cuadros de costumbres literarias copiados, 1877
- Carácteres contemporáneos, 1891

### Poezja
- Ensayos poéticos'
- Odas y Baladas', 1866
- Romancero de Nuestra Señora de Atocha, 1863
- Romances de ciego

### Inne
- Novísimo diccionario de la lengua
- Progresos y extravagancias apuntes para un libro, 1887